# Масамагрель
Масамагрель (валенс. Massamagrell (офіційна назва), ісп. Masamagrell) — муніципалітет в Іспанії, у складі автономної спільноти Валенсія, у провінції Валенсія. Населення — 15 339 осіб (2010).

## Географія
Муніципалітет розташований на відстані близько 310 км на схід від Мадрида, 9 км на південний схід від Валенсії.

## Демографія
Динаміка населення (INE ):

## Галерея зображень

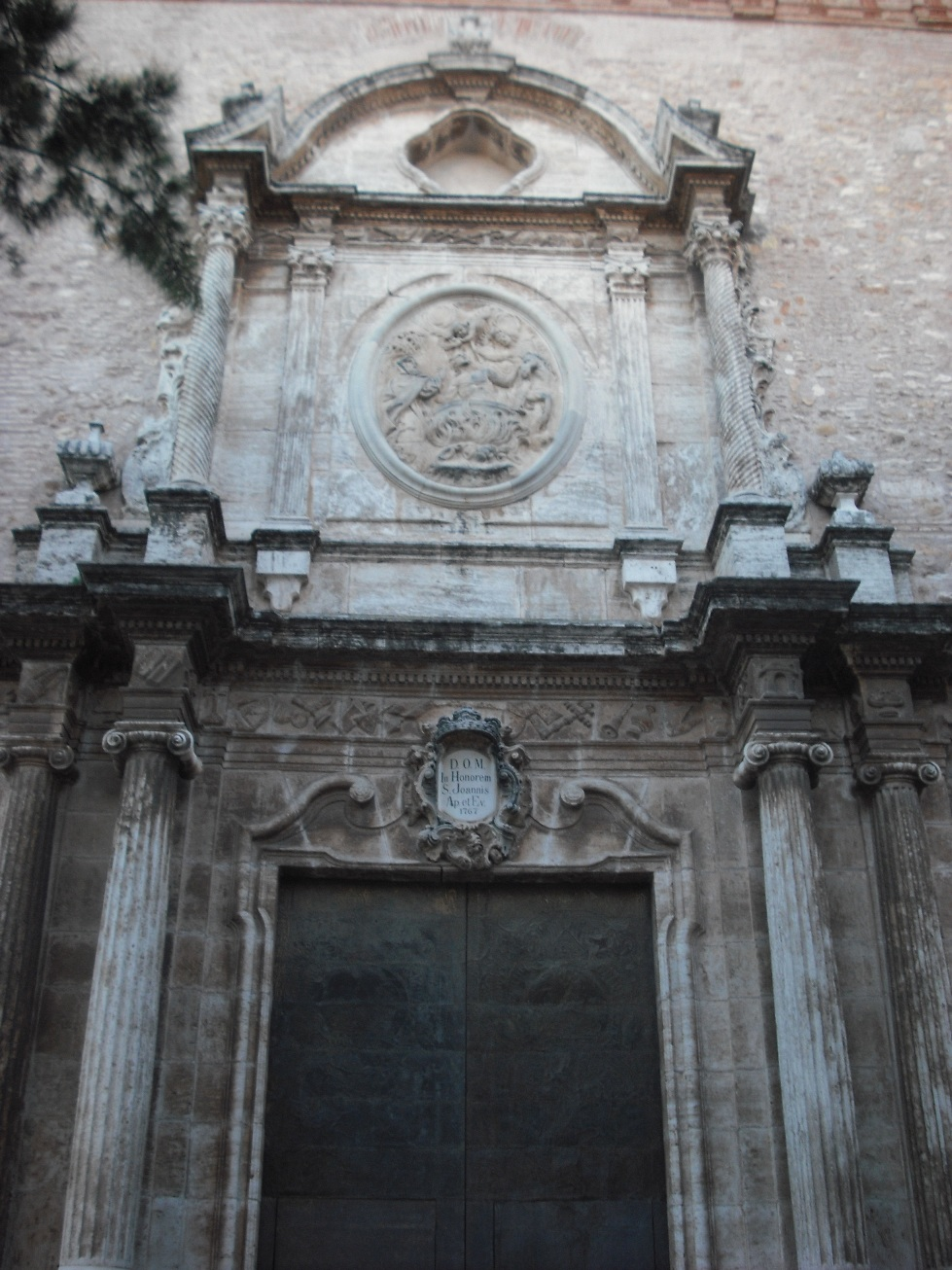
Церква Сан-Хуан-Еванхеліста
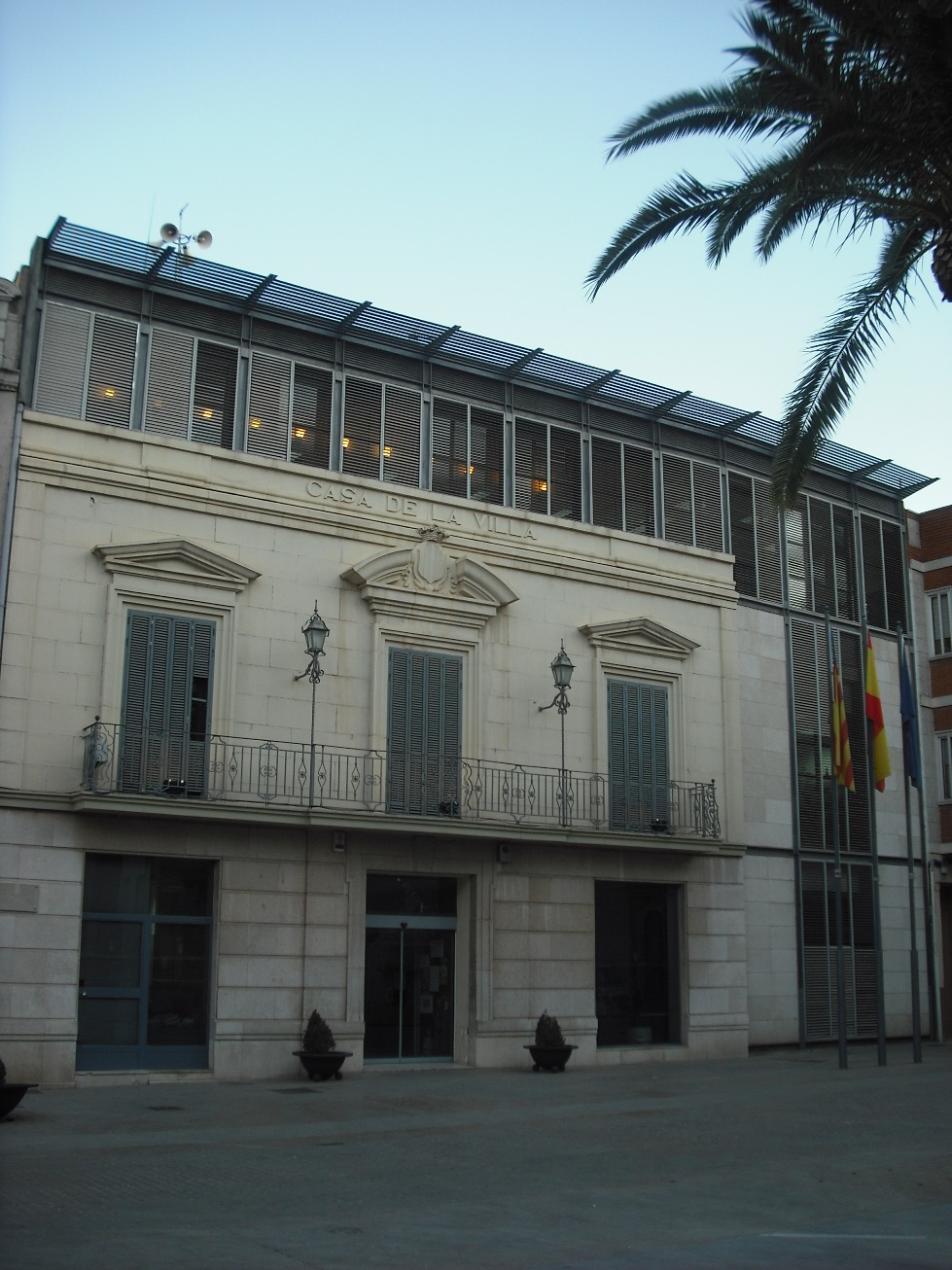
Муніципальна рада